# غلوريا لوروا
غلوريا لوروا (بالإنجليزية: Gloria LeRoy)‏ هي ممثلة أمريكية، ولدت في 7 نوفمبر 1925 في بوسايروس في الولايات المتحدة، وتوفيت في 24 مايو 2018 في لوس أنجلوس في الولايات المتحدة.

## وصلات خارجية
- غلوريا لوروا على موقع IMDb (الإنجليزية)
- غلوريا لوروا على موقع ألو سيني (الفرنسية)
- غلوريا لوروا على موقع قاعدة بيانات برودواي على الإنترنت (الإنجليزية)
- غلوريا لوروا على موقع قاعدة بيانات الأفلام السويدية (السويدية)
- غلوريا لوروا على موقع قاعدة بيانات الفيلم (الإنجليزية)
- غلوريا لوروا على موقع كينوبويسك (الروسية)